# Georg Maurer
Georg Maurer (Reghin, 11 marzo 1907 – Potsdam, 4 agosto 1971) è stato un poeta e saggista tedesco.

## Biografia
Figlio di un insegnante, nacque a Reghin, in Austria-Ungheria (ora in Romania), prima di trasferirsi in Germania nel 1926. Studiò storia dell'arte, germanistica e filosofia a Lipsia e Berlino fino al 1932. Fu soldato durante la seconda guerra mondiale. Dal 1955 fu docente, poi professore presso l'Istituto di letteratura Johannes R. Becher di Lipsia, dove ebbe una grande influenza sui poeti della scuola sassone. Morì a Potsdam e fu sepolto nel Südfriedhof di Lipsia.

## Premi
- Literaturpreis der Stadt Weimar 1948
- Johannes-R.-Becher-Preis 1961
- Kunstpreis der Stadt Leipzig 1964
- Nationalpreis der DDR 1965
- F.-C.-Weiskopf-Preis 1972

## Opere
- Ewige Stimmen, Haessel Verlag Leipzig 1936
- Gesänge der Zeit, Rupert-Verlag Leipzig 1948
- Barfuß di Zaharia Stancu, 1951
- Zweiundvierzig Sonette Aufbau Verlag Berlin 1953
- Die Elemente, Insel Verlag Leipzig 1955
- Gedichte aus zehn Jahren, Verlag Volk und Welt Berlin 1956
- Der Dichter und seine Zeit, Aufbau Verlag Berlin 1956
- Eine stürmische Nacht di Ion Luca Caragiale, Insel Verlag 1956
- Lob der Venus, Verlag der Nation Berlin 1956
- Poetische Reise Verlag der Nation Berlin 1959
- Das Lächeln Hiroshimas di Eugen Jebeleanu, Verlag der Nation 1960
- Ein Glückspilz di I. L. Caragiale, Aufbau Verlag 1961
- Dreistrophenkalender,Mitteldeutscher Verlag Halle 1961 ISBN 3-354003-67-7
- Das Unsere, nella serie neue deutsche literatur, Heft 8 1962
- Gestalten der Liebe, Mitteldeutscher Verlag Halle 1964
- Stromkreis, Insel Verlag Leipzig 1964
- Im Blick der Uralten, Insel Verlag 1965
- Gespräche, Mitteldeutscher Verlag Halle 1967
- Essay I, Mitteldeutscher Verlag Halle 1969
- Kreise, Mitteldeutscher Verlag Halle 1970
- Erfahrene Welt, Mitteldeutscher Verlag Halle 1972
- Essay II, Mitteldeutscher Verlag Halle 1973
- Ich sitz im Weltall auf einer Bank im Rosental (ed. Eva Maurer) Connewitzer Verlagsbuchhandlung 2007 ISBN 3-937799-22-2